# Tamarindusz
A tamarindusz (Tamarindus) a kétszikűek (Magnoliopsida) osztályában a hüvelyesek (Fabales) rendjébe sorolt pillangósvirágúak (Fabaceae) családjának egyik monotipikus nemzetsége; egyetlen faja a többnyire egyszerűen csak tamarindnak nevezett indiai tamarindusz (Tamarindus indica). Neve az arab-indiai tamar (gyümölcs) és hindi (hindu, indiai) szavakból ered.

## Származása, elterjedése
Valószínűleg Afrika trópusi vidékeiről származik, de már az ókorban betelepítették Indiába, ahol termeszteni kezdték, amiért egyes szerzők ezt a szubkontinenst tartják eredeti termőhelyének; tudományos neve is ezt a nézetet tükrözi.
A nagy földrajzi felfedezések kora óta sok trópusi vidékre betelepítették.

## Megjelenése, felépítése
Kisebb, 12–18 m magasra növő fa. Koronája terebélyes, ágai lehajlók. Szórtan álló, legfeljebb 15 cm-es levelei párosan szárnyaltak, a fiatalon lágy pillás szőrű levélkék száma 20–40. A legfeljebb 3,5 x 1 cm-es levélkék tojásdadok vagy keskeny elliptikusak, a színük sötétzöld, fonákjuk világosabb és fénytelen.
Az ágak végén fejlődnek a 10–15 tagú laza, fürtös virágzatok. A halványsárga vagy fehéres (néha halvány-pirosan pettyezett) virágok rövid kocsányon ülnek. A csésze, amely a bimbó kinyílásakor lehullik, 4, nem egyforma nagyságú, kb. 1,5 cm-es, kívül rózsapiros csészelevélből áll, a párta pedig 3 krémrózsaszínű és rózsaszínnel vagy barnával erezett, valamint 2 fehér, ár alakú, redukált viráglevélből. A virágtakarón belül 3 porzó és 1 bibeszál nő.
A lapított, görbült, szabálytalan alakú, legfeljebb 15 x 4 cm-es, a magok körül többé-kevésbé duzzadt, hüvelytermés a tamarind. A hüvely érett állapotban fás, fahéjbarna, gyakran szürkével futtatott, fénytelen, finomhálós. A kezdetben fehér, lágy terméshús beérve barnára színeződik és szívós-ragacsossá válik; íze üdítő, kellemes, savanyú-zamatos. Különlegessége, hogy a gyümölcsben egyszerre sok a sav és a cukor. Ezek mellett sok fehérjét és kb 70 % szárazanyagot tartalmaz. Ahogy a termés szárad, a gyümölcshús elválik a héjtól. A hüvelyben 1-12 rekesz és mindegyik rekeszben egy-egy legfeljebb 18 mm-es, éretten fényes feketésbarna, bab vagy rombusz alakú, lapított, kemény mag van. A rekeszfal pergamenszerű.

## Életmódja, termőhelye
Lassan növő örökzöld. A levelek éjszaka összecsukódnak. Igénytelen; sok talajon megél, de a termésképzéshez száraz időszakra (évszakra) van szüksége.

## Felhasználása
A savanyú terméshúst a feltört, érett hüvelyből frissen kivéve gyümölcsként is eszik, de főleg italokhoz és fűszerkeverékekhez használják. Emellett fogyasztják szárítva, édesítve vagy vajjal keverve is. Cukor és víz hozzáadásával vagy rövid ideig főzve a terméshúsból üdítő, ízletes lé készíthető. Frissen vagy sziruppá főzve kedvelt fűszer ételek és sütemények savanyításához és ízesítéséhez. Az érett termésből nyert és megtisztított, sötétbarna, majdnem fekete gyümölcspüré a pulpa tamarindorum. Ezt a trópusokon frissítő italok készítéséhez is használják, de Magyarországon szinte teljesen feledésbe merült.
Különféle csatnik és fűszermártások alkotórésze, ezek közül a legismertebb a Worcester-szósz. Fűszernek éretlen, zöld terméseket is használnak.
Főzik zselének, lekvárnak is. Virágait és leveleit köretnek, illetve zöldségnek is eszik.
A magokat főzik vagy pörkölik, de szárítva és megőrölve süteményekhez is keverik.
Termését, kérgét és leveleit a népi gyógyászat számos célra használja.
Gyakran ültetik árnyadó díszfának. Ültetik utcasorfának vagy egyesével házikertekbe, termesztik gyümölcsfaligetekben és ültetvényeken. Egyes népek misztikus jelentőséget tulajdonítanak neki, sok helyütt szentnek számít.

## Termesztése és betakarítása
Főleg a félszáraz (szemiarid) területeken termesztik, de az időszakos trópusi esők övében is. Többnyire magról nevelik; 4-6 éves korában fordul termőre. A kifejlett fák évente 300 kg-ot teremhetnek. A termést rendszerint csak több hónappal az érés után szedik le a fákról, amikor a terméshús már elvesztette nedvtartalmát; így hónapokig tárolható. A terméshúst szirupként, krémként vagy légmentesen fóliába hegesztve árulják.
Jó talajt és sok vizet igényel. Ha a talaj elég nedves, a szárazabb levegőt is elviseli. A felnőtt növények 1-2 °C-os fagyot átvészelhetnek. Magvetéssel és szemzéssel szaporítható. Lassan fordul termőre. Száraz magjai hónapokig csíraképesek maradnak.

## Gyógyhatása
A növény termésében lévő borkősavnak, ásványi sóknak és a pektinnek köszönhetően a termésfal enyhén hashajtó hatású. Mind felnőtteknek, mind gyermekeknek heveny vagy idült székrekedés kezelésére ajánlják. Az emésztést is segíti. A skorbut ellen is hatásos.
Káros mellékhatása nem ismert, de alkalmazásánál célszerű betartani az előírást.

## Képek

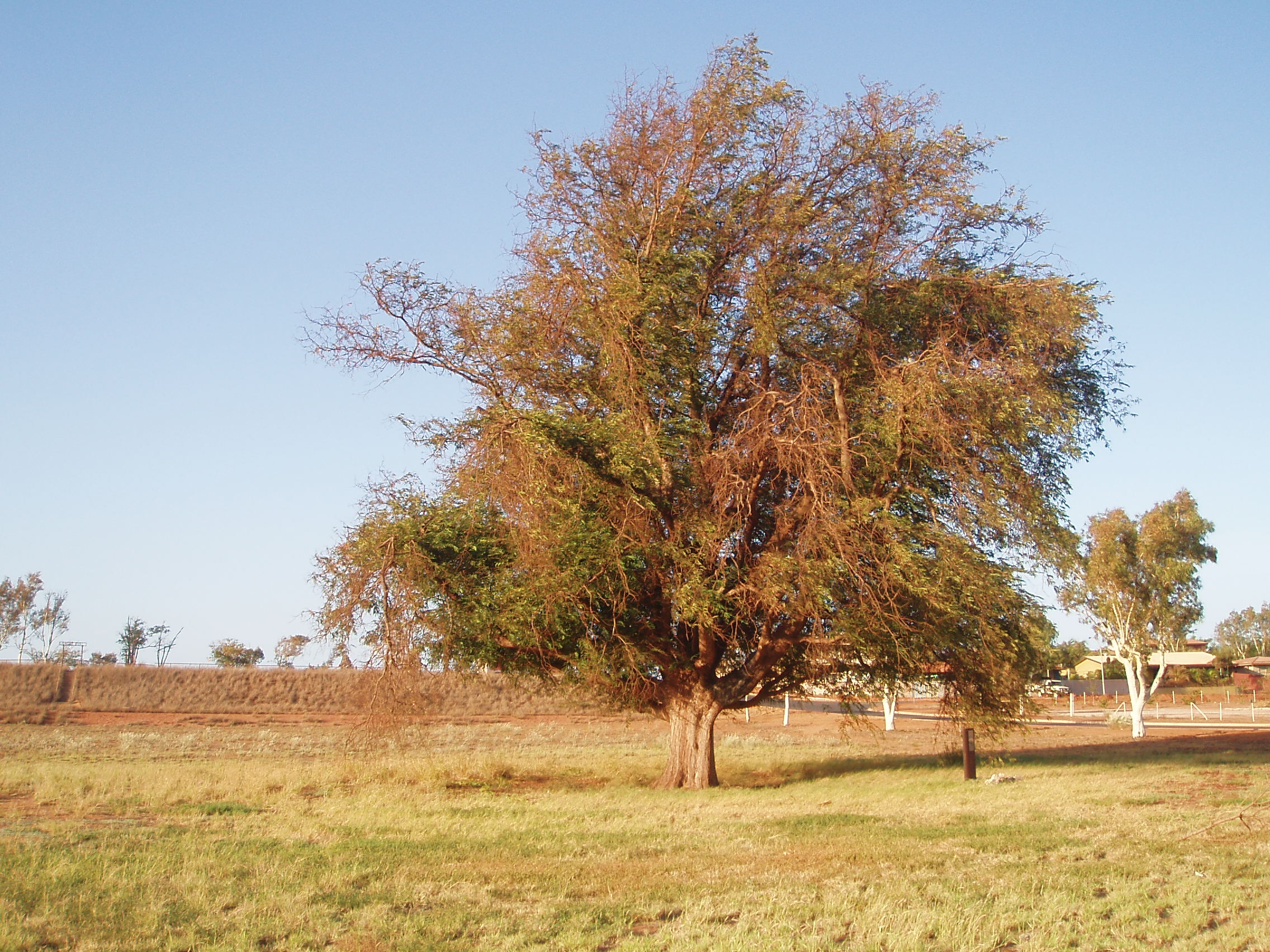
habitusa
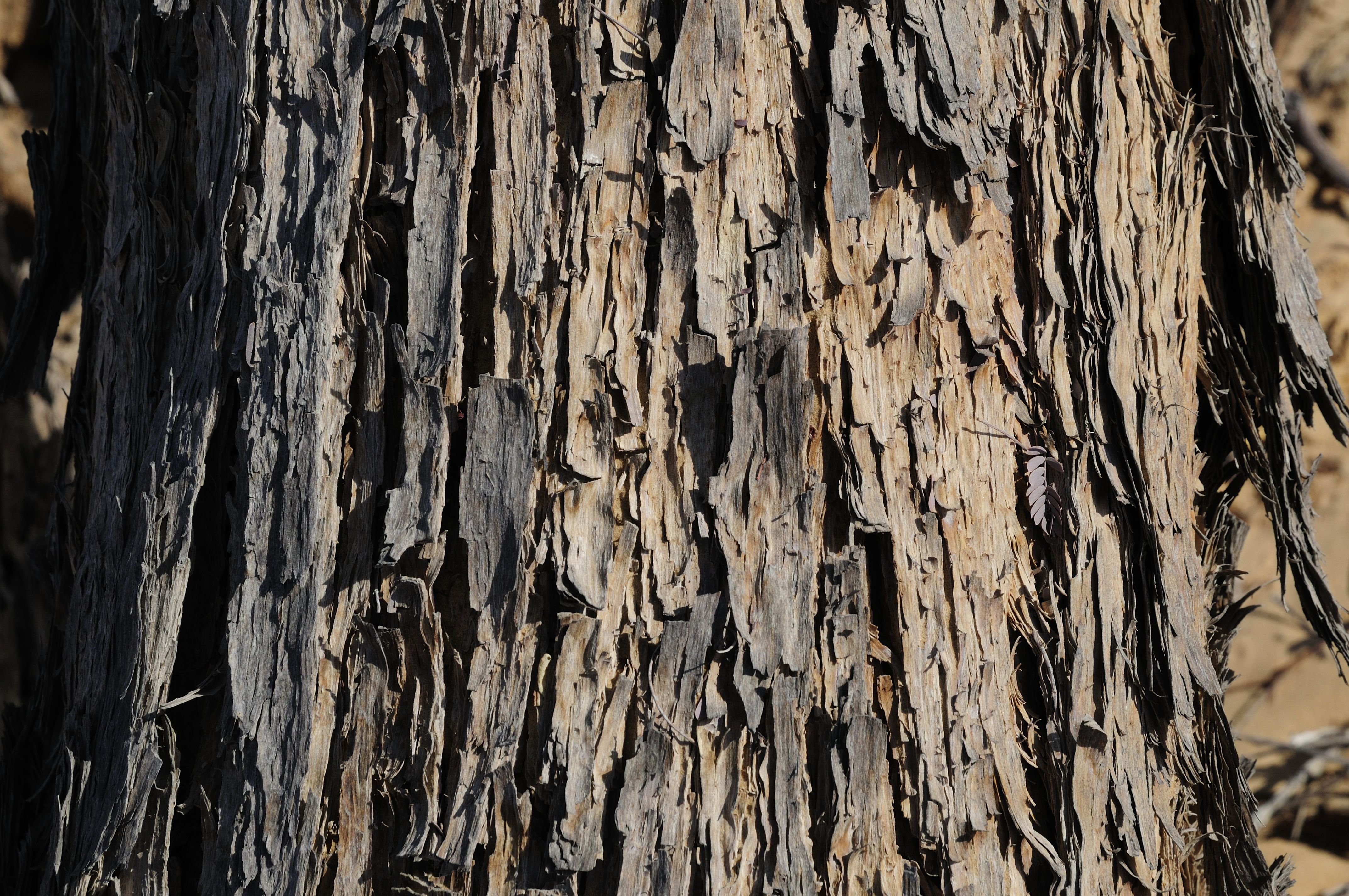
törzse
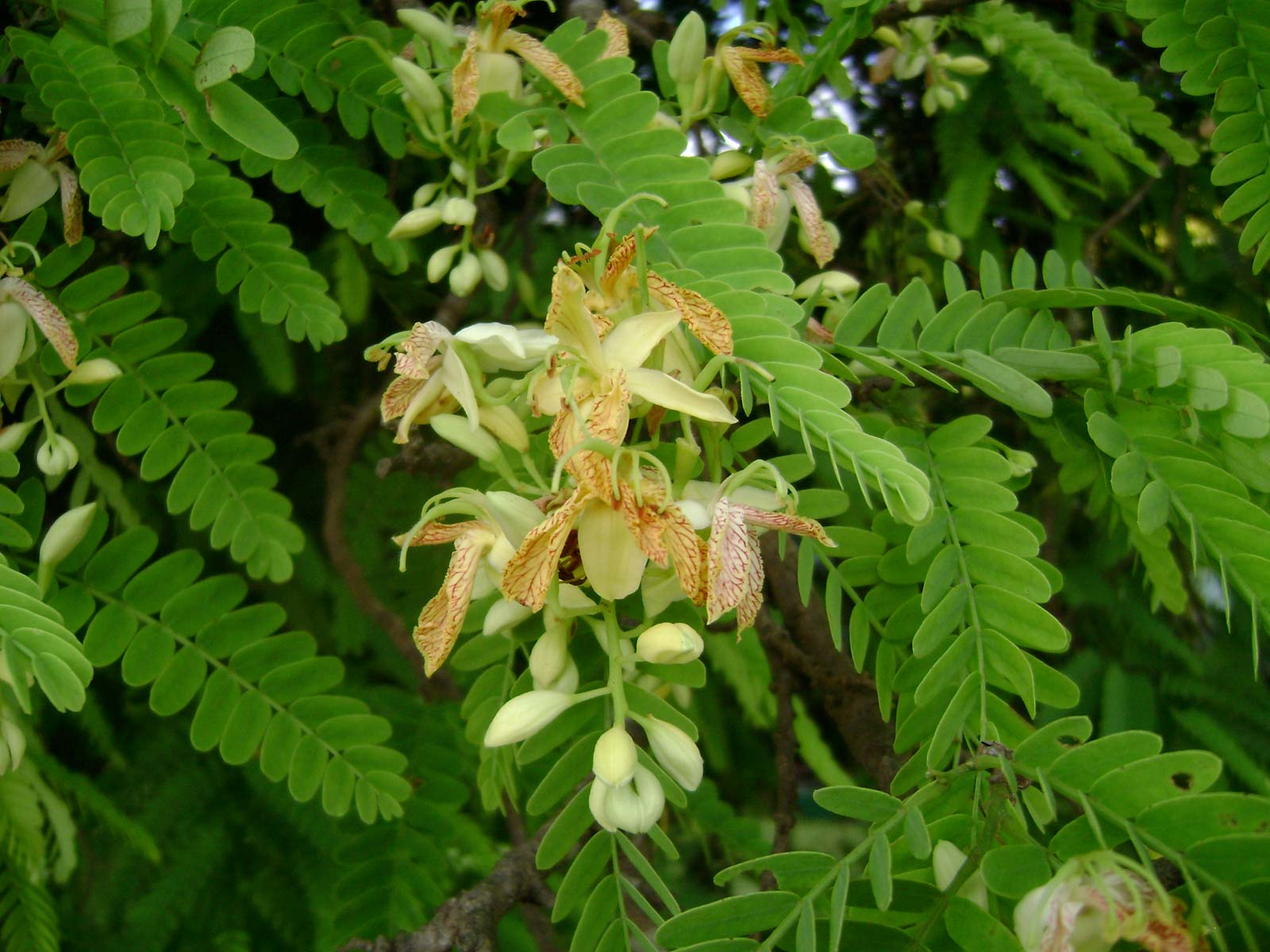
virága és levele
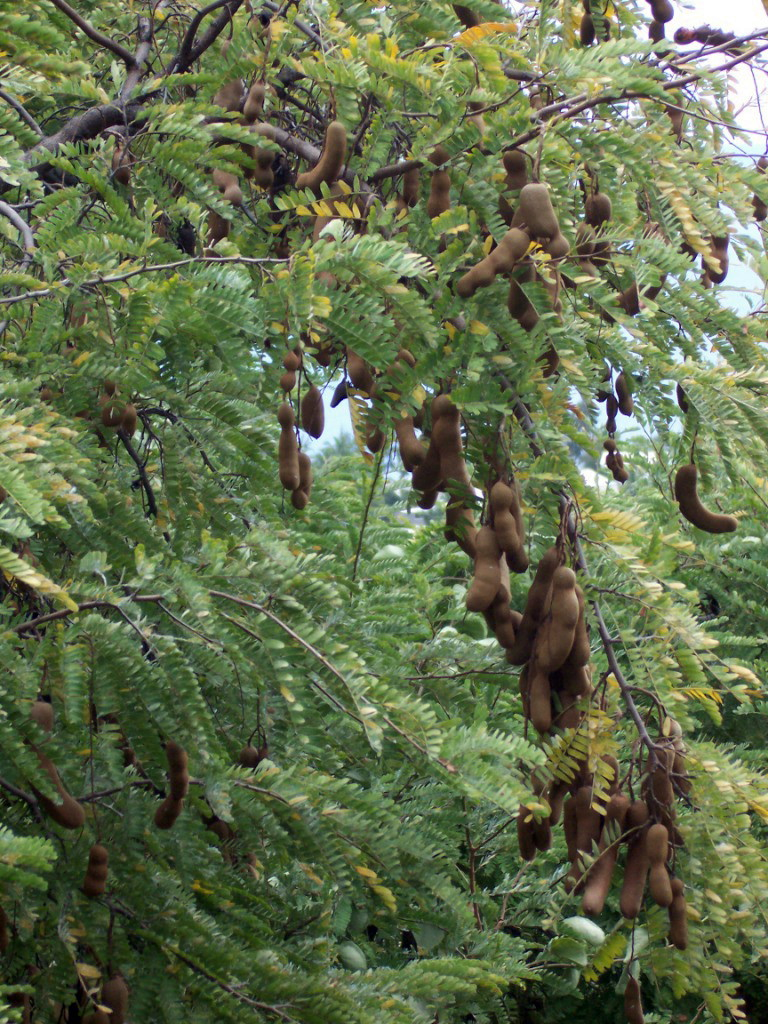
termése
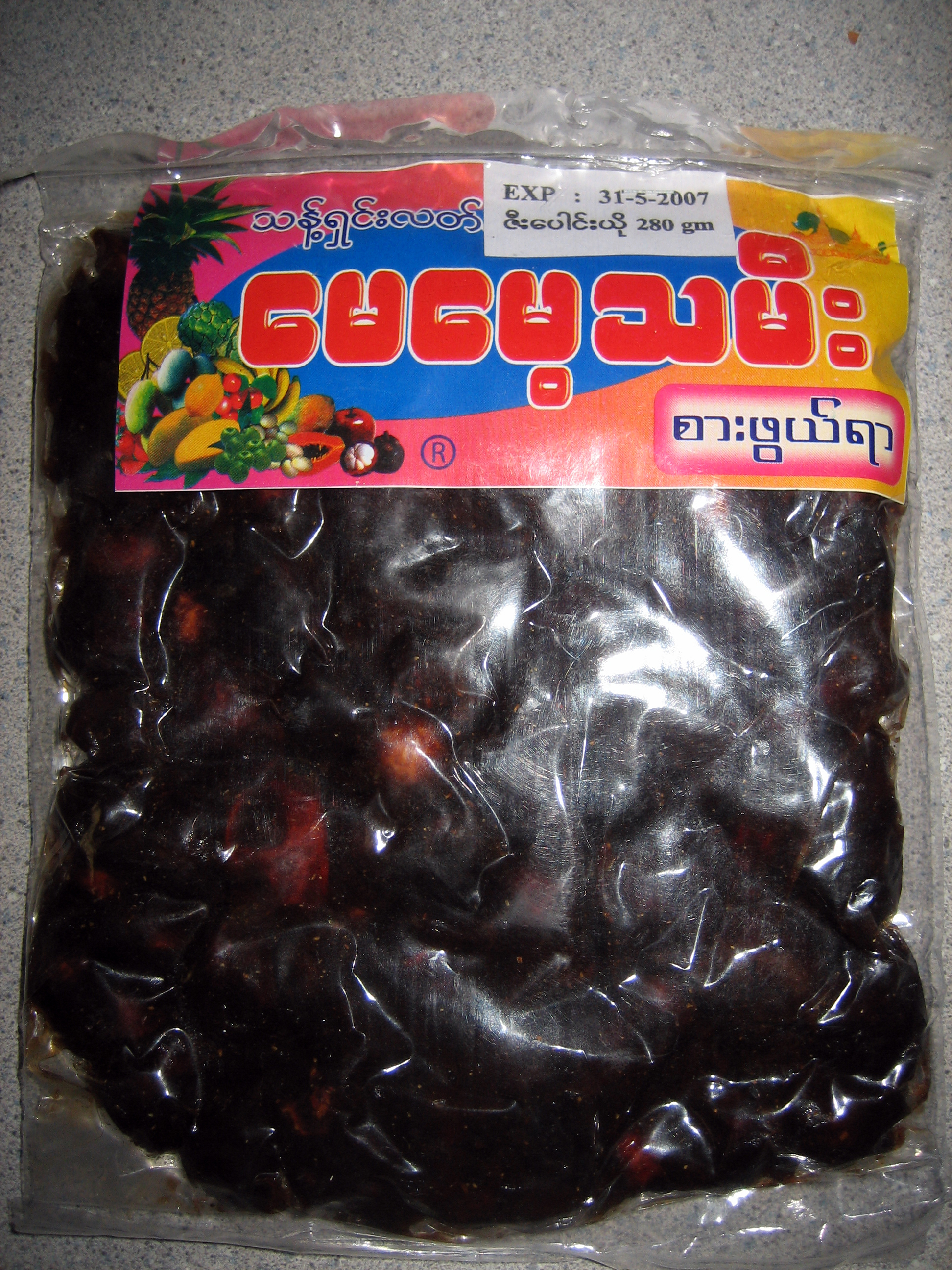
feldolgozott termése

## Fordítás
- Ez a szócikk részben vagy egészben  a   Tamarind című angol Wikipédia-szócikk ezen változatának fordításán alapul.  Az eredeti cikk szerkesztőit annak laptörténete sorolja fel. Ez a jelzés csupán a megfogalmazás eredetét és a szerzői jogokat jelzi, nem szolgál a cikkben szereplő információk forrásmegjelöléseként.